# Nuvsvåg
Nuvsvåg este o localitate din comuna Loppa, provincia Finnmark, Norvegia.